# Leptictidium nasutum
Leptictidium nasutum és una espècie de mamífer extint del gènere Leptictidium. Visqué a mitjans del període Eocè (estatge Lutecià) en allò que actualment és Alemanya. Se n'han trobat restes al jaciment de Messel, a l'estat de Hessen. Com les altres espècies del seu gènere, era un omnívor que s'alimentava d'insectes, llangardaixos i petits mamífers. És conegut únicament a partir d'uns pocs esquelets bastant ben conservats. Fou la segona espècie del gènere Leptictidium a ser descoberta, quan Adrian Lister i Gerhard Storch la descrigueren l'any 1985.
Era una espècie de mida mitjana que feia 75 cm de longitud. La cua d'aquesta espècie tenia tenia 42-43 vèrtebres, un nombre que entre els mamífers només és superat pel pangolí cuallarg. Les seves dents premolars i molars eren bastant petites en relació al conjunt de la dentadura. El nom de l'espècie fa referència al nas de l'animal.
L'holotip de l'espècie és l'esquelet complet d'un exemplar adult, visible del costat dret. Aquest fòssil té el neurocrani bastant enfonsat i amb els maxil·lars superiors i inferiors en oclusió. Es conserva sota el codi SMF ME 1143 a l'Institut de Recerca Senckenberg de Darmstadt. N'hi ha diversos paratips amb diferents graus de completesa.
Quan Storch i Lister descrigueren L. nasutum, també elevaren Pseudorhyncocyonidae de la categoria de subfamília a la de família. El treball de Storch i Lister feu sorgir nous interrogants sobre les relacions intrafamiliars dins aquesta família, especialment quant a la posició del gènere Pseudorhyncocyon. De fet, l'espècie Pseudorhyncocyon cayluxi fou considerada com a espècie distinta fins que Mathis la redefiní com a sinònim de L. ginsburgi.
Storch i Lister també feren una comparació de les espècies L. auderiense i L. nasutum amb la família Leptictidae, el gènere Pseudorhyncocyon i les espècies Diaphyodectes prolatus, Adunator lehmani i Palaeictops levei.